# Naissance en 872
Naissance
- 868
- 869
- 870
- 871
- 872
- 873
- 874
- 875
- 876

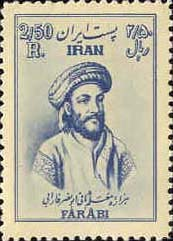
Al-Farabi né en 872.

Cette page dresse une liste de personnalités nées au cours de  l'année 872 :
- Al-Farabi, savant et mystique arabe.
- A-pao-chi, empereur des Khitans[1].
- Pietro II Candiano, 19e doge de Venise.
- Liao Taizu, premier empereur de l'empire du Khitan.

date incertaine (vers 872)
- Romain Ier Lécapène, soldat, marin et empereur byzantin de la famille Lécapène.
- Taira no Sadafumi, poète et courtisan kuge japonais du milieu de l'époque de Heian.
- Ki no Tsurayuki, aristocrate et homme de lettres de l'époque de Heian. Compilateur du Kokin Wakashū (Anthologie de waka anciens et modernes), il est un des trente-six grands poètes.

## Crédit d'auteurs
- Cet article est partiellement ou en totalité issu de l'article intitulé « 872 » (voir la liste des auteurs).